# 雅各布斯韦勒
雅各布斯韦勒是德国莱茵兰-普法尔茨州的一个市镇。总面积2.40平方公里，总人口260人，其中男性126人，女性134人（2011年12月31日），人口密度108人/平方公里。